# USS Heermann (DD-532)
O USS Heermann foi um contratorpedeiro operado pela Marinha dos Estados Unidos e a quinquagésima segunda embarcação da Classe Fletcher. Sua construção começou em maio de 1942 nos estaleiros da Bethlehem Shipbuilding e foi lançado ao mar em dezembro do mesmo ano, sendo comissionado na frota norte-americana em julho de 1943. Era armado com uma bateria principal de cinco canhões de 127 milímetros e dez tubos de torpedo de 533 milímetros, tinha um deslocamento de mais de duas mil toneladas e conseguia alcançar uma velocidade máxima de 35 nós.
O Heermann entrou em serviço no meio da Segunda Guerra Mundial. Ele participou de operações de escolta de comboios e porta-aviões nas campanhas das Ilhas Gilbert e Marshall e Nova Guiné entre 1943 e 1944, em seguida deu apoio para Invasão das Filipinas em outubro de 1944 e participou da Batalha de Samar. O navio foi danificado no combate e ficou em reparos até janeiro de 1945, depois foi apoiar operações nas batalhas de Iwo Jima e Okinawa no início do ano. Ele foi descomissionado em junho de 1946 e colocado na reserva depois do fim da guerra.
A embarcação voltou ao serviço em setembro de 1951 e inicialmente ocupou-se de exercícios de rotina na Costa Leste dos Estados Unidos, embarcando entre dezembro de 1953 e julho de 1954 em uma viagem ao redor do mundo. O Heermann foi realizar exercícios no Mar Mediterrâneo no início de 1956 e  foi descomissionado em dezembro de 1957. Foi de novo colocado na reserva, onde ficou até agosto de 1961, quando foi transferido para a Argentina. Foi renomeado para ARA Almirante Brown e serviu na Armada Argentina até ser tirado do serviço em 1982 e desmontado.